# Homoneura pedanorhabdos
Homoneura pedanorhabdos är en tvåvingeart som beskrevs av Kim 1994. Homoneura pedanorhabdos ingår i släktet Homoneura och familjen lövflugor. Inga underarter finns listade i Catalogue of Life.